# 佐奈田霊社
佐奈田霊社（さなだれいしゃ）は、源頼朝旗揚げの地「石橋山古戦場（神奈川県小田原市石橋）」にある神仏習合の霊社である。
1180年（治承4年）より日本唯一の「のど・声、喘息、気管支炎 等」の祈願所（護摩の祈祷あり）とともに戦の先駆け=魁の神様（魁秀明神）を奉る。石王山宝寿寺が管理している。

## 歴史

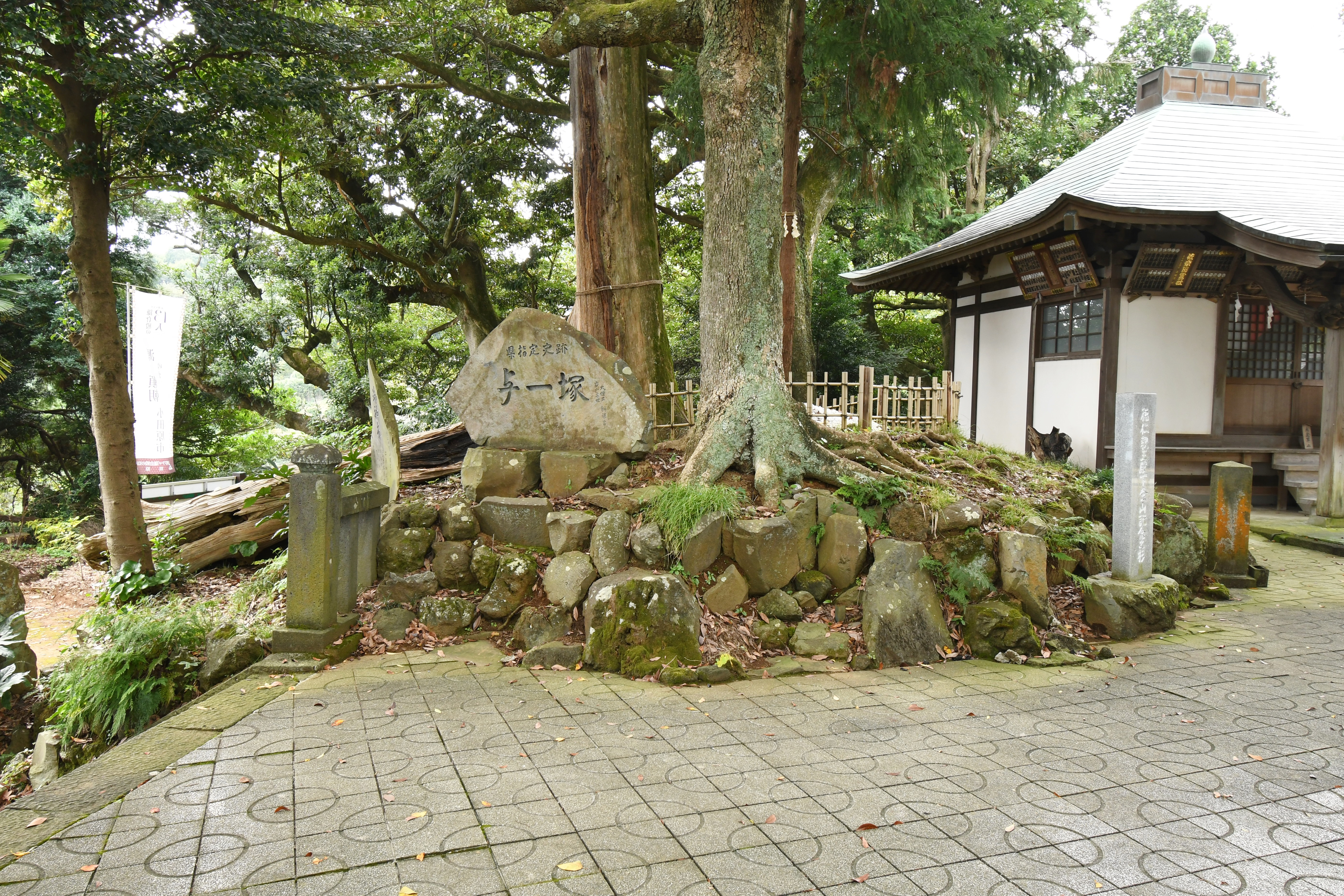
与一塚

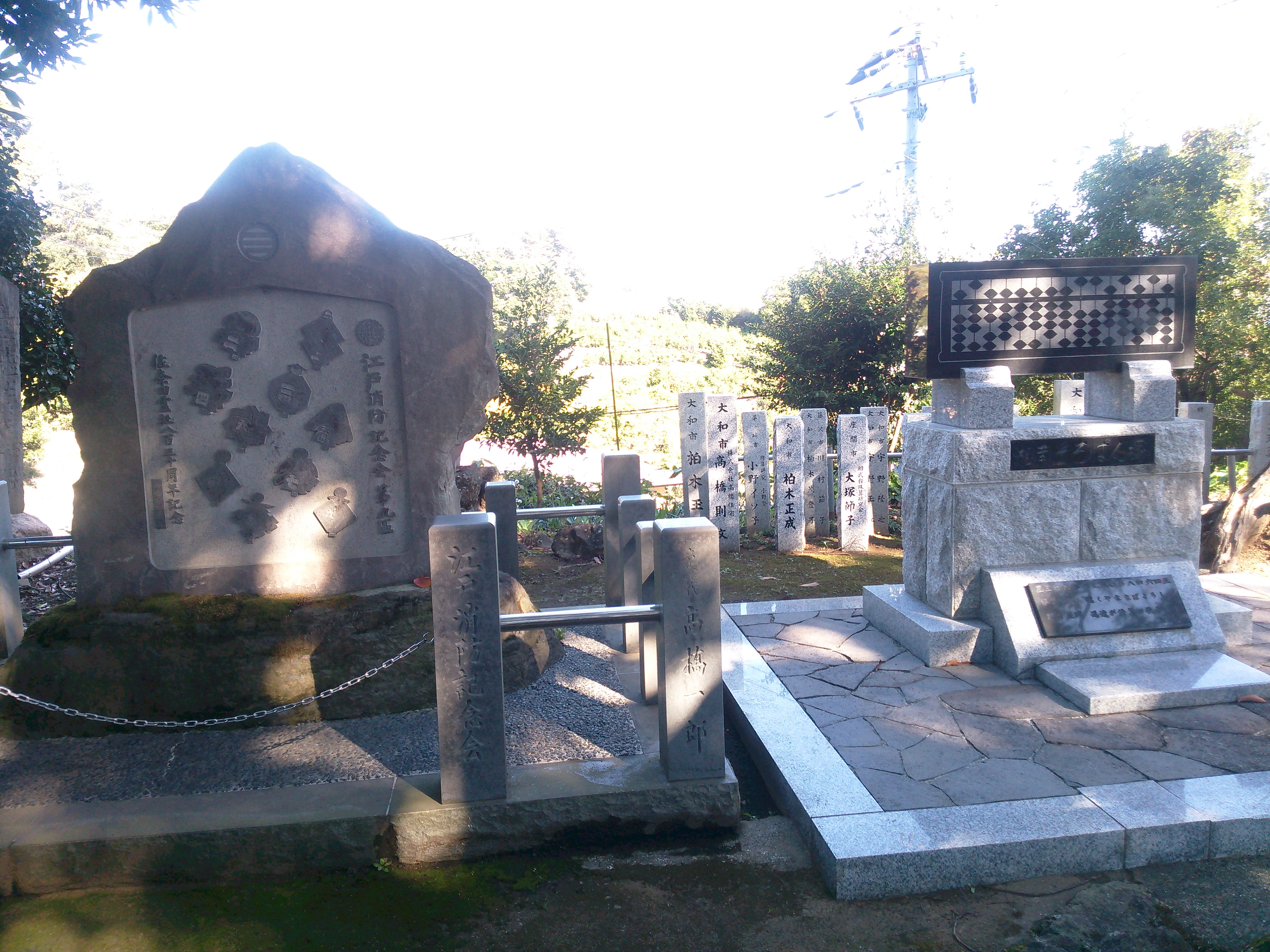
江戸消防の碑とそろばん塚

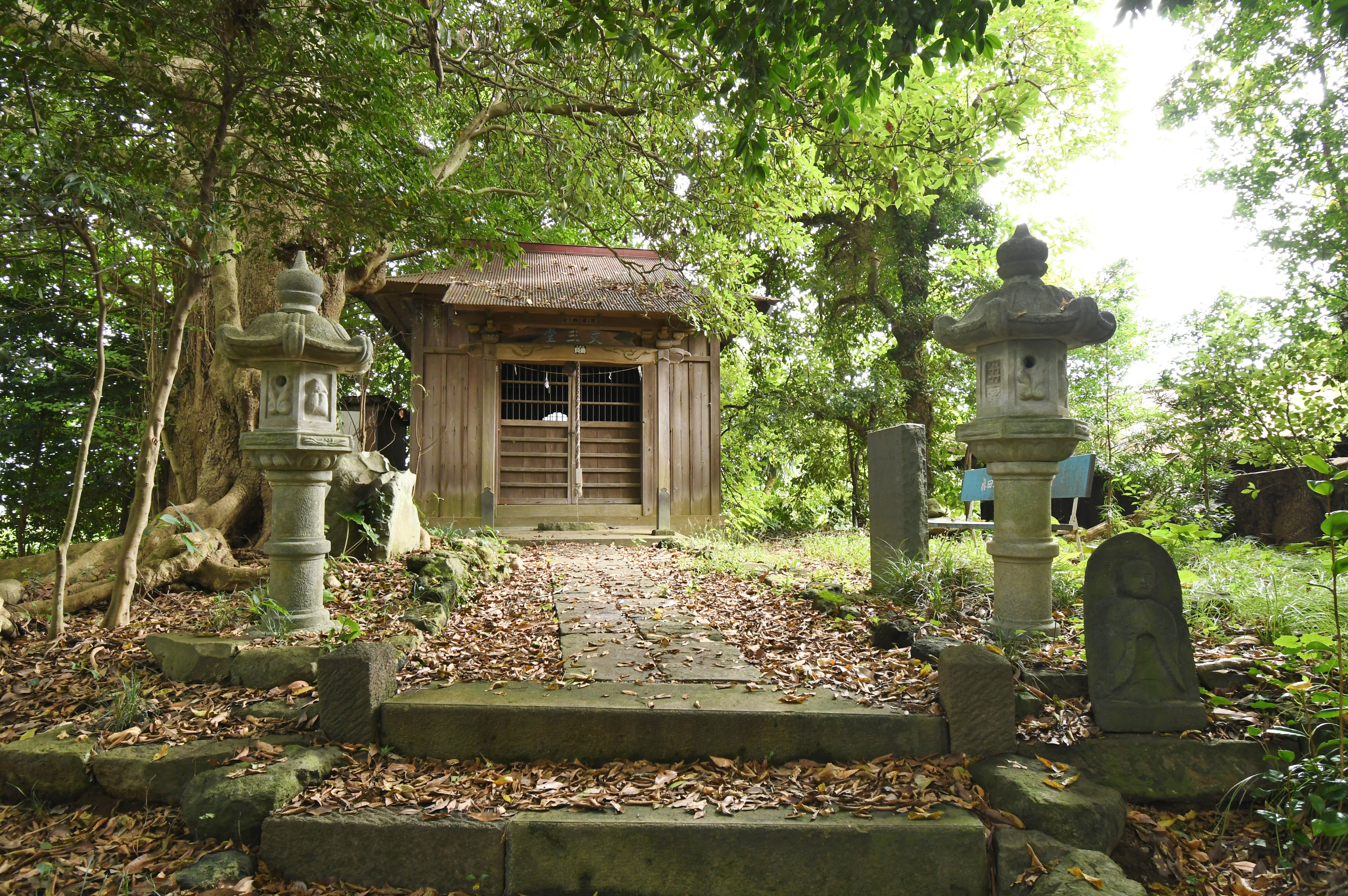
文三堂

1180年（治承4年）8月23日、石橋山の戦いで討死した頼朝方の先鋒の佐奈田与一義忠を祀っている。与一は持病の痰のため、味方からの呼びかけに対し声が出せず、そうこうしているうちに敵に討たれてしまったという言い伝えから、咳・声・のどに霊験があるとされ、芸能関係者も数多く参詣する。例祭は毎月23日。与一の命日である8月23日には大祭が行われる。
与一が敵方の俣野景久を組み伏せた畑は「ねじり畑」として残り、作物が全てねじれてしまうという言い伝えがある。この南方の丘の上には、与一の討死後8人を討ち取り散った家臣（与一の爺や）文三家康を祀る「文三堂」が建てられている。
吾妻鏡によると、1190年（建久元年）、源頼朝は伊豆山権現参詣の帰りに境内の与一塚に立ち寄り、涙を流したと言う
。文三堂と与一塚は、1954年に県の史跡に指定された。
本堂には、戦の無事を祈った奉納額や、古戦場から発掘された刀などが奉納されている。境内には、1986年に柏木学園により「湘南そろばん塚」、2005年には江戸消防記念会の石碑が建立されている。

## 交通
JR東日本東海道本線早川駅より約2.5Km、同駅より箱根登山バス石橋停留所下車（平日のみ、休日運休）。

## 関連文献
- 「早川庄 石橋村 佐奈田與一義忠墳」『大日本地誌大系』 第37巻新編相模国風土記稿2巻之31村里部足柄下郡巻之10、雄山閣、1932年8月。NDLJP:1179210/77。